# زلپین
زلپین (به آلمانی: Selpin) یک شهر در آلمان است که در روشتوک واقع شده‌است. زلپین ۵۴۱ نفر جمعیت دارد.